# Рома (жіночий футбольний клуб)
Ця стаття про футбольний клуб, що існує з 2018 року. Про клуб «АКФ Рома», що грає в Серії С (третій серії жіночого чемпіонату Італії), див. Рома (жіночий футбольний клуб, 1965)
Жіночий футбольний клуб «Рома» (італ. Associazione Sportiva Roma, Roma femminile) — італійський жіночий футбольний клуб, заснований у 2018 році. Жіноча секція футбольного клубу «Рома».

## Історія
Клуб був заснований у 2018 році шляхом придбання ліцензії Серії А в іншого столичного футбольного клубу «Рес Рома». 
«Рес Рома» змагалася в Серії А з 2003 року, але вирішила передати свою ліцензію на змагання в кінці сезону 2017-18. Таким чином «Рома» одразу змогла виступати на найвищому рівні. Команда дебютувала в Серії А в сезоні 2018–19. Першим капітаном клубу стала італійська гравчиня Еліза Бартолі.
Свій перший великий трофей клуб завоював у сезоні 2020-21, коли Рома виграла Кубок Італії.
Протягом перших трьох сезонів головним тренером клубу була Бетті Баваньолі. З часом вона зайняла посаду керівника відділу жіночого футболу в структурі АС «Рома», а новим головним тренером жіночої команди став Алессандро Спунья. 
29 квітня 2023 року «Рома» виграла своє перше чемпіонство в Серії А.

## Досягнення

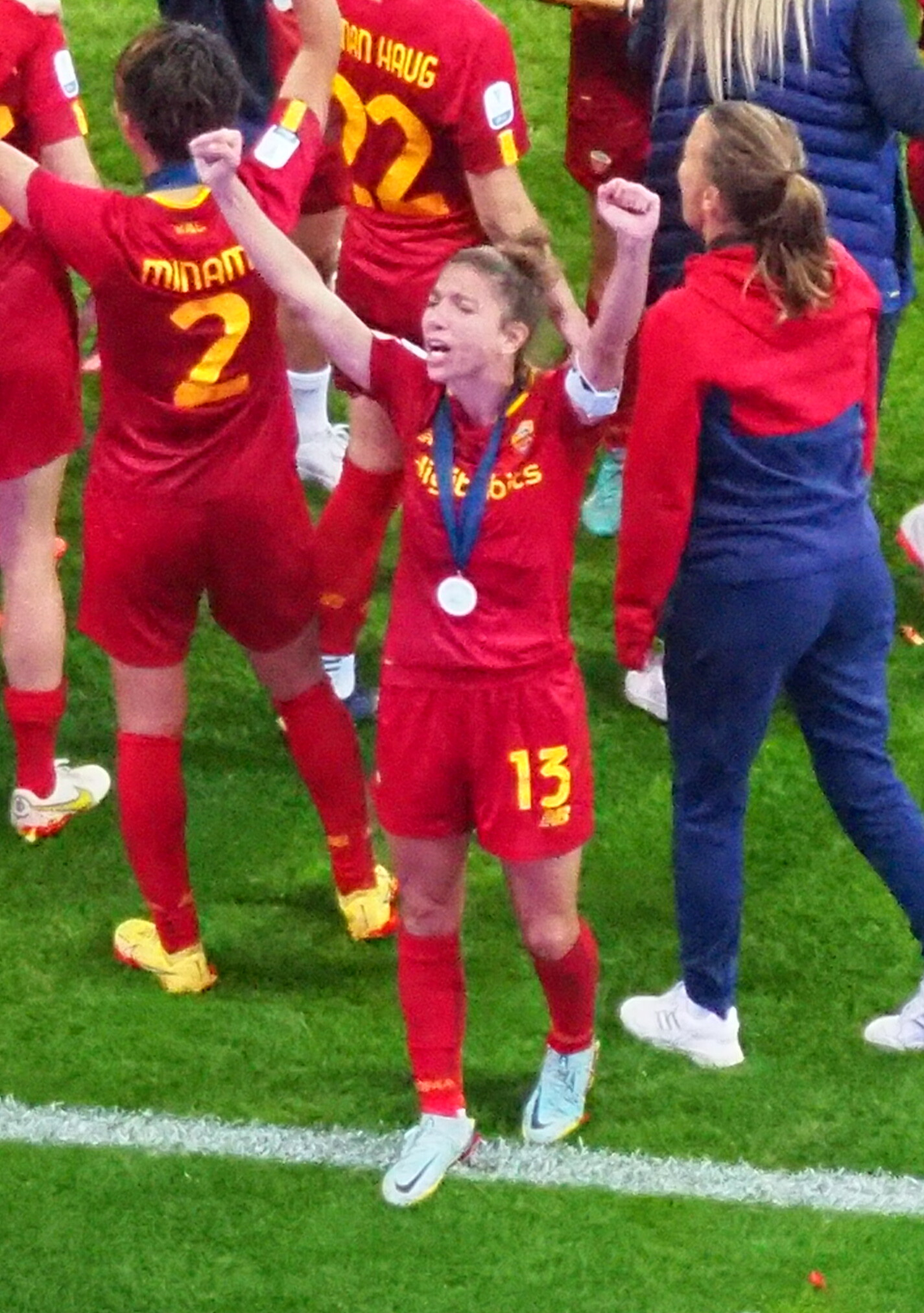
Капітан команди Еліза Бартолі після перемоги в Суперкубку Італії

- Серія А
  -  Переможці (2): 2023, 2024

- Кубок Італії
  -  Володар Кубка (2): 2021, 2024

- Суперкубок Італії
  -  Володар Суперкубка (2): 2022, 2024